# Frena oculata
Frena oculata är en stekelart som beskrevs av Boucek 1988. Frena oculata ingår i släktet Frena och familjen puppglanssteklar.
Artens utbredningsområde är Papua Nya Guinea. Inga underarter finns listade i Catalogue of Life.